# Championnats du monde de voile 2018
Navigation
Édition précédente Édition suivante
Les Championnats du monde de voile 2018 ont lieu à Aarhus au Danemark du 30 juillet au 12 août 2018. Il s'agit des 5e championnats organisés par l'ISAF et les résultats sont qualifiants pour les Jeux olympiques de 2020.

## Épreuves au programme
Douze épreuves de voile sont au programme de ces Championnats du monde de voile :
- 470 (2 hommes)
- 470 (2 femmes)
- 49er (2 hommes)
- 49er FX (2 femmes)
- Finn (1 homme)
- Laser standard (1 homme)
- Laser radial (1 femme)
- Nacra 17 (1 homme et 1 femme)
- RS:X (1 homme)
- RS:X (1 femme)
- Kitesurf (1 homme)
- Kitesurf (1 femme)

## Règles
Pour obtenir le score final, on additionne les places obtenues à chaque course, hormis celle où le classement a été le moins bon. Le vainqueur est celui qui a le plus petit nombre de points.

## Résultats
| Épreuves            | Or                                        | Argent                                            | Bronze                                                      |
| ------------------- | ----------------------------------------- | ------------------------------------------------- | ----------------------------------------------------------- |
| 470 hommes          | Kevin Peponnet Jérémie Mion France        | Tetsuya Isozaki Akira Takayanagi Japon            | Jordi Xammar Hernandez Nicolás Rodríguez García-Paz Espagne |
| 470 femmes          | Ai Kondo Yoshida Miho Yoshioka Japon      | Silvia Mas Depares Patricia Cantero Reina Espagne | Hannah Mills Eilidh McIntyre Royaume-Uni                    |
| 49er hommes         | Šime Fantela Mihovil Fantela Croatie      | Mathieu Frei Noé Delpech France                   | Tim Fischer Fabian Graf Allemagne                           |
| 49er FX femmes      | Annemiek Bekkering Annette Duetz Pays-Bas | Tanja Frank Lorena Abicht Autriche                | Sophie Weguelin Sophie Ainsworth Royaume-Uni                |
| Finn hommes         | Zsombor Berecz Hongrie                    | Max Salminen Suède                                | Pieter-Jan Postma Pays-Bas                                  |
| Laser hommes        | Pavlos Kontides Chypre                    | Matthew Wearn Australie                           | Philipp Buhl Allemagne                                      |
| Laser radial femmes | Emma Plasschaert Belgique                 | Marit Bouwmeester Pays-Bas                        | Anne-Marie Rindom Danemark                                  |
| Nacra 17            | Italie Ruggero Tita Caterina Banti        | Australie Nathan Outteridge Haylee Outteridge     | Argentine Santiago Lange Cecilia Carranza Saroli            |
| RS:X hommes         | Dorian van Rijsselberghe                  | Kiran Badloe                                      | Louis Giard                                                 |
| RS:X femmes         | Lilian de Geus                            | Charline Picon                                    | Lu Yunxiu                                                   |
| Kitesurf hommes     | Nicolas Parlier                           | Guy Bridge                                        | Maxime Nocher                                               |
| Kitesurf femmes     | Daniela Moroz                             | Elena Kalinina                                    | Alexia Fancelli                                             |

## Tableau des médailles
| Rang | Nation      | Or | Argent | Bronze | Total |
| ---- | ----------- | -- | ------ | ------ | ----- |
| 1    | Pays-Bas    | 3  | 2      | 1      | 6     |
| 2    | France      | 2  | 2      | 3      | 7     |
| 3    | Japon       | 1  | 1      | 0      | 2     |
| 4    | Belgique    | 1  | 0      | 0      | 1     |
| 4    | Chypre      | 1  | 0      | 0      | 1     |
| 4    | Croatie     | 1  | 0      | 0      | 1     |
| 4    | États-Unis  | 1  | 0      | 0      | 1     |
| 4    | Hongrie     | 1  | 0      | 0      | 1     |
| 4    | Italie      | 1  | 0      | 0      | 1     |
| 10   | Australie   | 0  | 2      | 0      | 2     |
| 11   | Royaume-Uni | 0  | 1      | 2      | 3     |
| 12   | Espagne     | 0  | 1      | 1      | 2     |
| 13   | Autriche    | 0  | 1      | 0      | 1     |
| 13   | Russie      | 0  | 1      | 0      | 1     |
| 13   | Suède       | 0  | 1      | 0      | 1     |
| 16   | Allemagne   | 0  | 0      | 2      | 2     |
| 17   | Argentine   | 0  | 0      | 1      | 1     |
| 17   | Chine       | 0  | 0      | 1      | 1     |
| 17   | Danemark    | 0  | 0      | 1      | 1     |
|      | Total       | 12 | 12     | 12     | 36    |